# زلزال بلوشستان 1945
زلزال بلوشستان 1945 هو زلزالٌ وقعَ في بلوشستان في باكستان بتاريخ 27 نوفمبر 1945. وبلغت شدتهُ 7.8 على مقياس ريختر.